# Jacques Audiard
Jacques Audiard (født 30. april 1952 i Paris) er en fransk instruktør og manuskriptforfatter. Han er blevet udråbt til at være en af fransk films mest spændende instruktører, blandt andet fordi hans film karakteriseres som "ufranske"

## Filmografi
|      | Titel                           | Titel                           |
| År   | På dansk                        | På fransk                       |
| ---- | ------------------------------- | ------------------------------- |
| 2015 |                                 | Dheepan                         |
| 2012 | Smagen af rust og ben           | De rouille et d'os              |
| 2009 | Profeten                        | Un prophète                     |
| 2005 | Det slag mit hjerte sprang over | De battre mon cœur s'est arrêté |
| 2001 | Blodrøde læber                  | Sur mes lèvres                  |
| 1996 | Den diskrete helt               | Un héros très discret           |
| 1994 | Regarde les hommes tomber       | Regarde les hommes tomber       |

|      | Titel                           | Titel                           |  |
| År   | På dansk                        | På fransk                       |  |
| ---- | ------------------------------- | ------------------------------- |  |
| 2015 |                                 | Dheepan                         |  |
| 2012 | Smagen af rust og ben           | De rouille et d'os              |  |
| 2009 | Profeten                        | Un prophète                     |  |
| 2005 | Det slag mit hjerte sprang over | De battre mon cœur s'est arrêté |  |
| 2001 | Blodrøde læber                  | Sur mes lèvres                  |  |
| 1999 | Skønhedssalon Venus             |                                 |  |
| 1998 | Norme française                 | Norme française                 |  |
| 1996 | Den diskrete helt               | Un héros très discret           |  |
| 1994 | Regarde les hommes tomber       | Regarde les hommes tomber       |  |
| 1994 | Grosse fatigue                  | Grosse fatigue                  |  |
| 1992 | Confessions d'un Barjo          | Confessions d'un Barjo          |  |
| 1991 | Swing troubadour                | Swing troubadour                |  |
| 1989 | Australia                       | Australia                       |  |
| 1989 | Baxter                          | Baxter                          |  |
| 1988 | Fréquence meurtre               | Fréquence meurtre               |  |
| 1987 | Poussière d'ange                | Poussière d'ange                |  |
| 1987 | Saxo                            |                                 |  |
| 1985 | Sac de noeuds                   | Sac de noeuds                   |  |
| 1984 | Réveillon chez Bob              | Réveillon chez Bob              |  |
| 1984 | Série noire (TV serie)          | Série noire (TV serie)          |  |
| 1983 | Øjet                            | Mortelle randonnée              |  |
| 1981 | Professionel dræber             | Le Professionnel                |  |
| 1974 | Bons baisers... à lundi         | Bons baisers... à lundi         |  |

## Priser
| Film                            | Pris                                                    | År   |
| ------------------------------- | ------------------------------------------------------- | ---- |
| Dheepan                         | Palme d'Or                                              | 2015 |
| Smagen af rust og ben           | César for bedste bearbejdede manuskript                 | 2013 |
| Profeten                        | BAFTA for bedste film på et andet sprog end engelsk     | 2010 |
| Profeten                        | César for bedste instruktør                             | 2010 |
| Profeten                        | César for bedste film                                   | 2010 |
| Profeten                        | César for bedste original manuskript                    | 2010 |
| Profeten                        | Filmfestivalen i Cannes Grand Prix                      | 2009 |
| Det slag mit hjerte sprang over | BAFTA for bedste film på et andet sprog end engelsk     | 2006 |
| Det slag mit hjerte sprang over | César for bedste bearbejdede manuskript                 | 2006 |
| Det slag mit hjerte sprang over | César for bedste instruktør                             | 2006 |
| Det slag mit hjerte sprang over | César for bedste film                                   | 2006 |
| Blodrøde læber                  | César for bedste original manuskript eller bearbejdelse | 2002 |
| Regarde les hommes tomber       | César for bedste debutfilm                              | 1994 |